# Stone Cold Steve Austin
Steve Austin (sinh ngày 18 tháng 12 năm 1964 với tên khai sinh Steven James Anderson, sau này đổi thành Steven James Williams) hay còn được biết đến với tên thi đấu "Stone Cold" Steve Austin là một đô vật chuyên nghiệp đã giải nghệ, diễn viên, nhà sản xuất và chủ trì chương trình truyền hình và phát thanh người Mỹ.
Austin có một sự nghiệp tương đối thành công như là "Stunning" Steve Austin tại World Championship Wrestling (WCW) từ năm 1991 đến 1995. Sau một thời gian ngắn thi đấu tại Extreme Championship Wrestling (ECW) vào cuối năm 1995, ông ký hợp đồng với World Wrestling Federation (WWF, hiện tại là WWE) và xuất hiện dưới tên gọi Ringmaster. Được đổi tên thành "Stone Cold" Steve Austin vào năm sau, ông trở nên nổi tiếng dưới hình tượng của một người phản anh hùng thích uống bia, nói tục, và thường xuyên thách thức với nhà sáng lập và ông chủ của mình, chủ tịch công ty Vince McMahon. Nhân vật của Austin đã trở thành "chàng trai áp phích" của Attitude Era, một thời kỳ phát triển bùng nổ trong kinh doanh của WWF vào cuối những năm 1990 và đầu những năm 2000. Ông còn giới thiệu nhiều câu cổ động nổi tiếng trong môn đấu vật chuyên nghiệp, bao gồm "What?". Một số nhân vật nổi bật trong ngành, bao gồm McMahon, đã tuyên bố Austin là ngôi sao lớn nhất trong lịch sử WWF/WWE và nhấn mạnh rằng ông đã vượt qua sự nổi tiếng của Hulk Hogan. Nhà báo đấu vật chuyên nghiệp kỳ cựu Wade Keller nhận xét rằng Austin "[trong mọi cuộc trò chuyện] là đấu vật vĩ đại nhất mọi thời đại", cũng như là "người đem lại lợi nhuận và tầm ảnh hưởng lớn nhất".
Austin đã nắm giữ 19 chức vô địch trong suốt sự nghiệp đấu vật của mình, bao gồm sáu lần vô địch WWF World Heavyweight Champion, hai lần vô địch Intercontinental Champion và bốn lần vô địch WWF Tag Team Champion — giúp ông trở thành Triple Crown Champion thứ năm trong lịch sử WWE — cũng như hai lần đạt được WCW United States Heavyweight Champion, hai lần vô địch WCW World Television Champion, một lần vô địch WCW World Tag Team Champion và một lần vô địch NWA World Tag Team Champion ở WCW. Ngoài ra, Austin cũng là người chiến thắng giải đấu King of the Ring năm 1997 cũng như Royal Rumble năm 1997, 1998 và 2001, giúp ông trở thành người chiến thắng ba lần duy nhất của sự kiện. Hơn nữa, ông còn được Ted DiBiase trao tặng danh hiệu không được công nhận Million Dollar Championship.
Austin đã tham gia những trận đấu chính trong nhiều sự kiện lớn của WWE, bao gồm ba WrestleMania (XIV, XV và X-Seven). Ông đã buộc phải kết thúc sự nghiệp đấu vật vào năm 2003 sau một loạt những chấn thương đầu gối và chấn thương cổ nghiêm trọng. Trong suốt phần còn lại của năm 2003 và 2004, ông được chọn làm đồng quản lý và Quận trưởng của Raw. Kể từ năm 2005, ông tiếp tục xuất hiện trong một số dịp và được tiến cử vào WWE Hall of Fame vào năm 2009 bởi Vince McMahon. Năm 2011, Austin trở lại WWE để chủ trì mùa giải tái khởi động của chương trình truyền hình thực tế Tough Enough!.

## Cuộc sống và sự nghiệp buổi ban đầu
Austin được sinh ra tại Austin, Texas. Cha của ông, James và Beverly Anderson (nhũ danh Harrison) ly hôn khi ông còn là một đứa trẻ. Austin là người Anh, Đức, Hà Lan và Thụy Điển hợp lệ. Mẹ ông chuyển tới Edna, Texas, và năm 1968, kết hôn với Ken Williams. Austin được nhận làm con nuôi của họ, và sau này thay đổi pháp lý tên mình thành Steven James Williams. Austin có ba người anh  trai (Scott, Kevin và Jeff) và một người em gái (Jennifer). Kevin trẻ hơn một tuổi, và Austin đã đặt ra giả thuyết trong cuốn tự truyện của mình rằng nếu cha ông có thể đã rời đi vì ông ta không thể xử lý một đứa trẻ khác sớm như vậy. Austin dành nhiều thời gian nhất khi còn nhỏ ở Edna, Texas. Sau khi tốt nghiệp Trường Trung học Edna, Austin được nhận học bổng tại Wharton Country Junior College, và chơi bóng bầu dục cho trường North Texas State University. Sau khi làm nhiều nghề, ông bắt đầu sự nghiệp đấu vật vào cuối những năm 1980 tại Texas. Năm 1990, ông chuyển sang chuyên nghiệp với tên gọi mới: Steve Austin. Tên này không phải Austin tự đặt, nó do ông chủ của Austin nghĩ ra và buộc ông mang.

## WCW
Austin làm việc tại đây đến 1995. Trong khoảng thời gian này, ông sử dụng ringname là "Stunning" Steve Austin, và đạt được nhiều danh hiệu như WCW Television Title, WCW US Title và WCW Tag titles (với Brian Pillman). Cùng với Brian Pillman, ông lập nhóm Hollywood Blondes. Rồi vướng vào mối thù với chính đồng đội cũ sau khi nhóm tan rã.
Sau khi đạt 3 danh hiệu trên, Austin bước lên đẳng cấp cao hơn, bắt đầu có tiếng nói trong làng đấu vật. Tuy có thăng tiến nhưng con đường của ông không hề suôn sẻ. Khúc đứt gãy đầu tiên xuất phát từ quản lý Eric Bischoff. Eric gây hụt hẫng cho người hâm mộ với kế hoạch mua các đấu sĩ từ WWF về thay thế các đấu sĩ của WCW. Và Austin là 1 nạn nhân của cái trò đó, ông bị hất cẳng khỏi WCW. Ông phải rời WCW với lý do chấn thương, trong sự tranh cãi của dư luận. Rất nhiều tư liệu cho rằng sự thật là ông đã bị đuổi việc.

## ECW
Sau khi hồi phục chấn thương, Austin đã có cuộc thương lượng với Paul Heyman (quản lý cũ của ông khi còn làm việc ở WCW). Paul lúc này đang phát triển ECW. Sau đó, Paul quyết định trả lại chỗ đứng của Austin trong lòng người hâm mộ bằng cách ký hợp đồng mời Austin đến làm việc cho ECW. Vì vậy, Austin đã có cơ hội được tiếp tục theo đuổi ước mơ. Và chính ECW là nơi hình thành nên một Stone Cold ngày nay.
Austin trả mối thù cũ với WCW bằng cách nhạo báng hình tượng của một số nhân vật có uy tín bên WCW, đặc biệt là Eric. Austin tuyên bố lập hàng ngũ Monday Nyquil và dựng những trận đấu Bottle of Geritol on a Pole, nơi mà các đấu sĩ có thể sử dụng đồ chơi và người hỗ trợ. Dưới biệt danh "Superstar" Steve Austin, ông đã đến với người hâm mộ bằng kiểu hành xử thô bạo, mà khi còn ở WCW, ông không bao giờ thực hiện được. Trong những năm làm việc tại ECW, Austin đã có những mối thù với The Sandman và Mikey Whipwreck. Mikey vào thời điểm đó đang giữ đai ECW World Champion, và từng đánh bại Austin tại giải November To Remember vào 18/11/95. Một năm sau, Paul Heyman đề nghị Austin giành đai World Championship nhưng Austin đã từ chối. Hành động này đã khẳng định rõ phong cách của Austin: là kẻ đi săn chứ không phải kẻ săn thuê.

## WWE

### The Ringmaster
Năm 1996, Austin gia nhập WWF với biệt danh "The Ringmaster", giành được đai Million Dollar của Ted DiBiase. Austin tỏ ra không hài lòng với biệt danh này nên đã yêu cầu những người viết kịch bản nghĩ giúp một cái tên nào đó thật tàn nhẫn, vô cảm. Nhiều cái tên như Chilly McFreeze, Freezy Pops và Ice Dagger được đề ra nhưng vẫn không được Austin chấp nhận. Rồi trong một dịp tình cờ ngồi xem tivi với bà vợ hai Jeannie Clark (cũng là quản lý cũ của Austin hồi còn làm cho USWA và WCW), Jeannie đã khuyên Austin uống nhanh tách trà trước khi nó trở nên lạnh ngắt. Ông đã bắt lấy từ lạnh ngắt đưa vào tên của mình. Và từ đó, biệt danh Stone Cold Steve Austin ra đời, cùng lúc với những phong cách mới như nhạc hiệu tiếng kiếng bể, hình tượng đầu lâu khói, dấu hiệu ngón tay giữa và beer bash. Sau đó, ông cạo đầu, hạ Savio Vega tại WrestleMania 12. In Your House: Beware of Dog, Austin đã thua Savio Vega trong trận Caribbean Strap Match. Không lâu sau, DiBiase rời WWF, nhường lại con đường vinh quang cho Austin.

### Austin 3:16
Bước ngoặt rõ ràng nhất trong sự nghiệp của Austin là đoạt danh hiệu King of the Ring vào 23/06/1996. Sau khi hạ Marc Mero ở bán kết, ông tiếp tục hạ Jake "The Snake" Roberts ở chung kết.
Trong lễ đăng quang, Austin chế nhạo Jake "The Snake" Roberts. Ông đã nói với Roberts: "You sit there and you thump your Bible, and you say your prayers, and it didn't get you anywhere! Talk about your Psalms, talk about John 3:16... Austin 3:16 says I just whipped your ass!". Từ câu nói này mà cái tên Austin 3:16 bắt đầu trở nên thông dụng trong WWE.
Lễ đăng quang của ông cùng với biệt danh Austin 3:16 và sự chuyển nhân vật từ heel sang face đã mở ra một thời kỳ mới của WWE: The Attitude Era bạo lực hơn, khiêu dâm hơn và thô tục hơn.
Sự thật đằng sau King of the Ring 96: WWF đã sắp cho Triple H đạt danh hiệu này chứ không phải Austin. Nhưng WWF đã thay đổi kịch bản trước giải King of the Ring vài tuần. Nguyên nhân thay đổi là Triple H đã tự ý thay đổi kịch bản trong sự kiện Madison Square Garden.

### Mối thù với anh em nhà Hart
Trong một buổi phỏng vấn, Austin đã nêu nhận xét của mình đối với Bret "Hitman" Hart bằng câu nói châm chọc: "Nếu anh đặt chữ cái S trước chữ Hitman thì anh sẽ hiểu tôi nghĩ gì về Hart". Ngay sau đó, Hart nhận lời thách đấu của Austin. Survivor Series 1996, Hart hạ Austin. Từ đây bắt đầu mối thù lâu dài giữa họ.
Hai tháng sau tại Royal Rumble 1997, Hart ném Austin khỏi sàn đấu nhưng trọng tài không thấy, Austin leo trở lại sàn rồi ném Hart ra ngoài và Austin đạt danh hiệu Royal Rumble lần đầu tiên. Sau đó, trong trận Submission, Bret Hart khóa Austin trong thế Sharpshooter lúc cuối trận. Mặc dù đã không còn sức kháng cự nhưng Austin vẫn không tap out. Sau trận này, Austin càng được thêm sự khâm phục của người hâm mộ. Cho nên sau này khi Bret Hart rời WWE, Austin đã thế chỗ Hart là một hero trong WWF nhưng không phải kiểu hero truyền thống như Bret. Ta chỉ có thể diễn tả kiểu hero của Austin là kiểu phá vỡ luật lệ và chống đối quyền lực, và người ta thường gọi đó là "anti-hero".

## Truyền thông khác

### Phim

#### Đóng phim
| Năm  | Tựa phim           | Vai diễn        | Ghi chú         |
| ---- | ------------------ | --------------- | --------------- |
| 1999 | Beyond The Mat     | Chính mình      | Phim tài liệu   |
| 2005 | The Longest Yard   | Guard Dunham    | Phim đầu tay    |
| 2007 | The Condemned      | Jack Conrad     |                 |
| 2009 | Damage             | John Brickner   |                 |
| 2010 | The Expendables    | Dan Paine       |                 |
| 2010 | The Stranger       | The Stranger    | Direct-to-video |
| 2010 | Hunt to Kill       | Jim Rhodes      | Direct-to-video |
| 2010 | Whoop Ass          | Chính mình      | Phim ngắn       |
| 2011 | Recoil             | Ryan Varrett    | Direct-to-video |
| 2011 | Knockout           | Dan Barnes      | Direct-to-video |
| 2011 | Tactical Force     | Tate            | Direct-to-video |
| 2012 | Maximum Conviction | Manning         | Direct-to-video |
| 2013 | The Package        | Tommy Wick      | Direct-to-video |
| 2013 | Grown Ups 2        | Tommy Cavanaugh |                 |
| 2014 | Chain of Command   | Ray Peters      | Direct-to-video |
| 2015 | Smosh: The Movie   | Chính mình      |                 |

#### Truyền hình
| Năm       | Tựa phim                              | Vai diễn                  | Ghi chú |
| --------- | ------------------------------------- | ------------------------- | ------- |
| 1998      | V.I.P.                                | Chính mình                |         |
| 1998–2002 | Celebrity Deathmatch                  | Chính mình                |         |
| 1999–2000 | Nash Bridges                          | Thanh tra Jake Cage       |         |
| 2000      | Dilbert                               | Chính mình                |         |
| 2005      | The Bernie Mac Show                   | Chính mình                |         |
| 2010      | Chuck                                 | Hugo Panzer               |         |
| 2011      | Tough Enough                          | Chủ trì / Huấn luyện viên |         |
| 2012–2016 | Redneck Island                        | Chủ trì                   |         |
| 2014–2017 | Steve Austin's Broken Skull Challenge | Chủ trì                   |         |

## Danh hiệu và thành tựu
- Pro Wrestling Illustrated

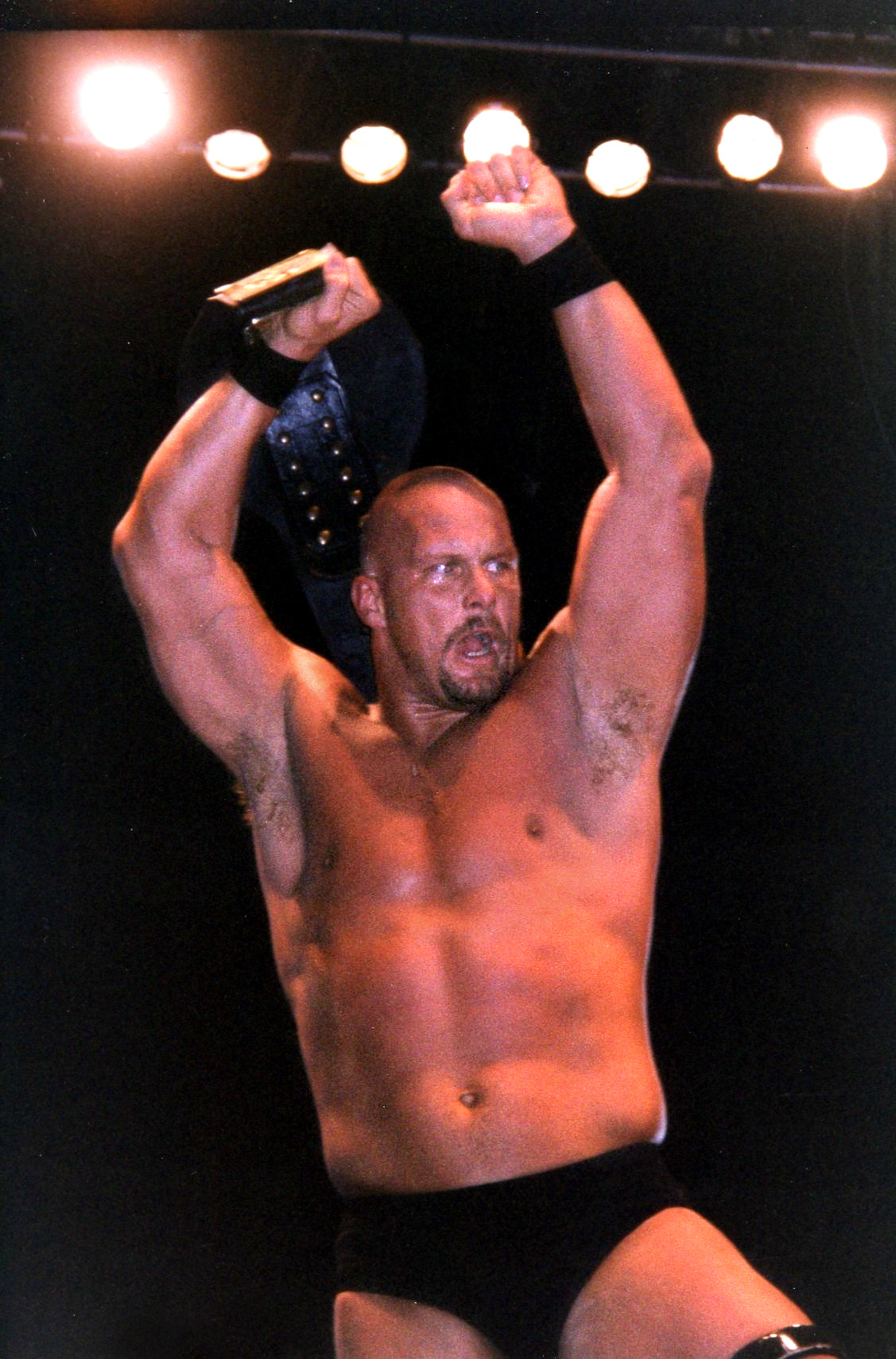
Austin đã sáu lần vô địch WWF Champion.

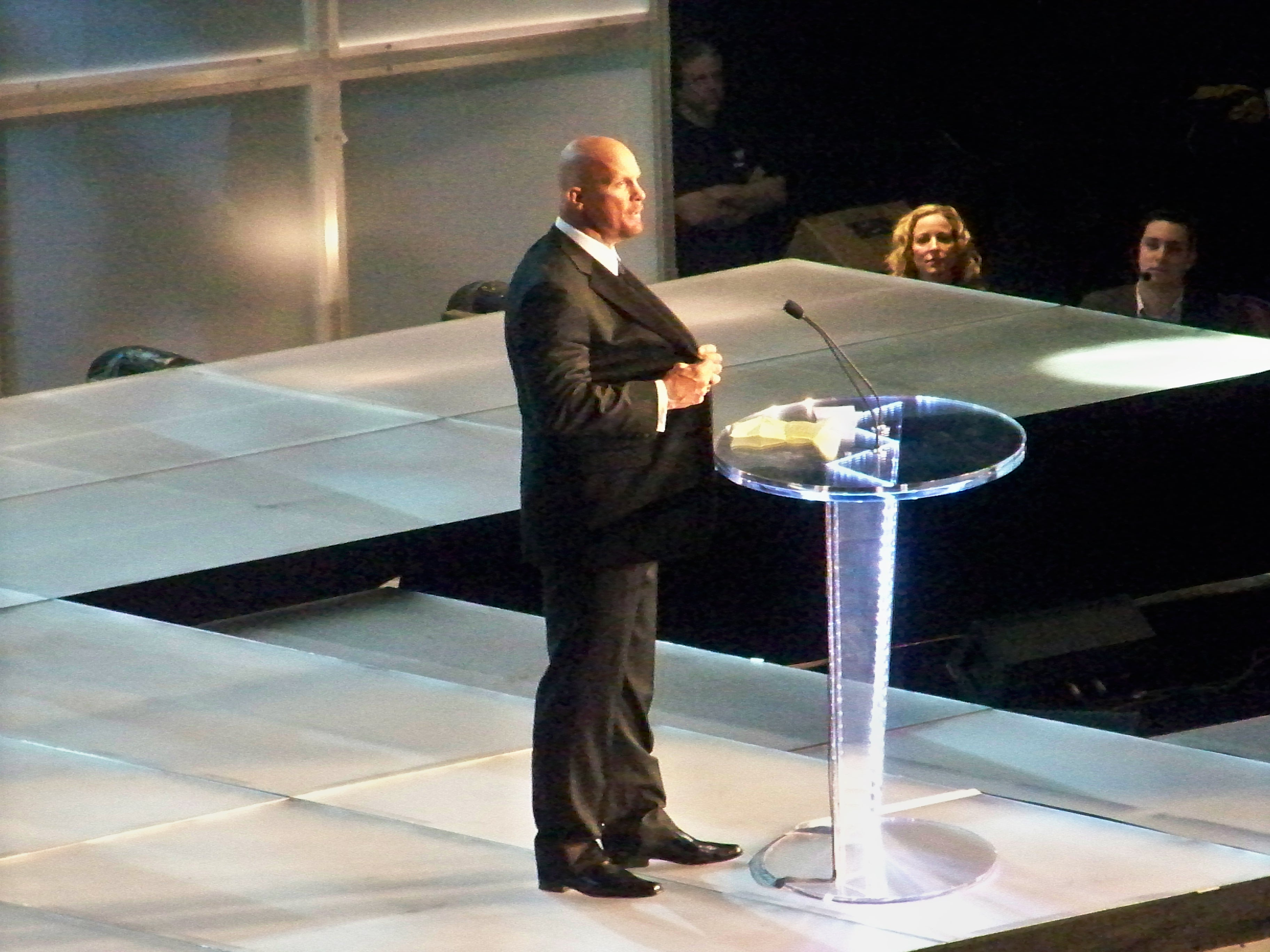
Austin được tiến cử vào WWE Hall of Fame năm 2009.

  - Mối thù của năm (1998, 1999) với Vince McMahon[14]
  - Trận đấu của năm (1997) với Bret Hart tại WrestleMania 13[14]
  - Đấu vật bị ghét nhất năm (2001)[14]
  - Đấu vật nổi tiếng nhất năm (1998)[14]
  - Tân binh của năm (1990)[14]
  - Đấu vật của năm (1998, 1999, 2001)[14]
  - Xếp vị trí số một trong danh sách 500 đấu vật của PWI 500 năm 1998 và 1999[15][16]
  - Xếp vị trí thứ 19 trong danh sách 500 đấu vật của PWI Years năm 2003
  - Xếp vị trí thứ 19 trong danh sách 100 cặp đấu vật của PWI Years với Brian Pillman năm 2003
- Professional Wrestling Hall of Fame
  - Khóa 2016[17]
- World Championship Wrestling
  - WCW World Television Championship (2 lần)[18]
  - WCW United States Heavyweight Championship (2 lần)[19]
  - WCW World Tag Team Championship (1 lần) – với Brian Pillman[20]
- World Wrestling Federation/World Wrestling Entertainment/WWE
  - WWF Championship (6 lần)[21][a]
  - WWF Intercontinental Championship (2 lần)[22]
  - Million Dollar Championship (1 lần)[b]
  - WWF Tag Team Championship (4 lần) – với Shawn Michaels (1), Dude Love (1), The Undertaker (1), và Triple H (1)[23]
  - King of the Ring (1996)[24]
  - Royal Rumble (1997, 1998, 2001)[25]
  - WWE Hall of Fame (2009)
  - Triple Crown Champion thứ 5
  - Slammy Award (2 lần)
    - Tự do ngôn luận (1997)[26]
    - Chương trình gốc xuất sắc nhất trên WWE Network – Stone Cold Podcast (2015)[27]
- Wrestling Observer Newsletter
  - Thu hút lợi nhuận tốt nhất (1998, 1999)
  - Người gây gỗ xuất sắc nhất (2001)
  - Gimmick xuất sắc nhất (1997, 1998)
  - Heel xuất sắc nhất (1996)
  - Người xuất sắc nhất trong phỏng vấn (1996–1998, 2001)
  - Nhân vật không phải đấu vật xuất sắc nhất (2003)
  - Mối thù của năm (1997) với The Hart Foundation
  - Mối thù của năm (1998, 1999) với Vince McMahon
  - Trận đấu của năm (1997) với Bret Hart tại WrestleMania 13
  - Nhân vật lôi cuốn nhất (1997, 1998)
  - Tân binh của năm (1990)
  - Cặp đấu vật của năm (1993) với Brian Pillman như là The Hollywood Blonds
  - Trận đấu vận hành tệ nhất năm (1991) cùng Terrance Taylor đấu với Bobby Eaton và P.N. News tại The Great American Bash
  - Đấu vật của năm (1998)
  - Wrestling Observer Newsletter Hall of Fame (Khóa 2000)[28]